# Lot-et-Garonne
 Ikke at forveksle med Lot (departement).
Lot-et-Garonne ( fransk udtale ?) er et fransk departement, beliggende i regionen Nouvelle-Aquitaine. Befolkningen udgør (2005) ca. 318.000.
Hovedbyen i departementet er Agen.

## Byer
- Agen
- Marmande
- Villeneuve sur Lot

## Floder
- Garonne
- Lot